# Gaius Cornelius Minicianus
Gaius Cornelius Minicianus war ein kaiserlicher Beamter zur Zeit des Kaisers Trajan. Er war ein Ritter aus Bergomum und mit Plinius dem Jüngeren befreundet. Er ist der Empfänger der Pliniusbriefe 3,9; 4,11 und 8,12. In einem Brief an Quintus Pompeius Falco empfahl Plinius Minicianus als Amtsträger und beschrieb ihn als „Zierde für meinen Distrikt“ („ornamentum regionis meae“).
Minicianus wurde unter Falco Präfekt der ersten damaszenischen Kohorte in Palästina und später Militärtribun in Afrika. Er ist zudem als einer der ersten Inhaber des recht neuen Amtes eines curator rei publicae bezeugt.